# Panicum ghiesbreghtii
Panicum ghiesbreghtii är en gräsart som beskrevs av Eugène Pierre Nicolas Fournier. Panicum ghiesbreghtii ingår i släktet vipphirser, och familjen gräs. Inga underarter finns listade i Catalogue of Life.